# Ricotia
Ricotia é um género botânico pertencente à família Brassicaceae.